# Cheyenne Brando
Cheyenne Brando (20 februari 1970 - 16 april 1995) was een model uit Tahiti. Ze is een dochter van Marlon Brando.

## Biografie
Cheyenne Brando werd geboren in 1970 als dochter van Marlon Brando en zijn derde vrouw Tarita Teriipaia. Haar ouders scheidden in 1972. Cheyenne werd opgevoed door haar moeder en zag haar vader nauwelijks. Eind jaren '80 begon Cheyenne aan een modellencarrière. Ze was in deze tijd ook verslaafd geraakt aan drugs. In 1989 geraakte Cheyenne zwaar gewond bij een ongeval. Ze was in haar gezicht zo verminkt dat ze plastische chirurgie moest ondergaan. 

## Moord op Dag Drollet
In 1987 had ze Dag Drollet leren kennen. In 1989 raakte Cheyenne zwanger van hem. In dat jaar verhuisde het koppel naar de Verenigde Staten. Op 16 mei 1990 werd Dag Drollet vermoord door Cheyenne's halfbroer Christian Devi Brando. Cheyenne beviel in juni van dat jaar van een zoon, Tuki Brando, die ook model werd. Cheyenne ging mentaal steeds verder achteruit en kon niet getuigen tegen Christian. Door het wegvallen van deze getuigenis kwam Christian er met een lichtere straf af, waardoor hij in 1996 al vrijkwam. 

## Later leven
In de jaren na de moord op Drollet belandde Cheyenne van het ene in het andere psychiatrische ziekenhuis. Ze werd schizofreen verklaard en verloor het ouderlijk gezag over Tuki aan haar moeder. Op 16 april 1995 pleegde Cheyenne zelfmoord op 25-jarige leeftijd.